# Bristol & Clifton Chess Club
Bristol & Clifton Chess Club – angielski klub szachowy z siedzibą w Bristolu.

## Historia
Klub powstał w 1829 roku jako Bristol Chess Club, a jego pierwszym prezesem był Elijah Williams. W 1869 roku klub rozegrał telegraficzny mecz z Westminster Chess Club. W 1871 roku klub zmienił siedzibę na strych Athenæum, gdzie panowały skrajnie niekomfortowe warunki, co było przyczyną tymczasowego kryzysu w jego funkcjonowaniu. W 1882 roku klub zreorganizowano, ponadto po zmianie siedziby na Imperial Hotel w Clifton nadano mu nazwę The Bristol & Clifton Chess Association. Gośćmi klubu byli m.in. Johann Löwenthal, Joseph Blackburne, Johannes Zukertort i Emanuel Lasker, a w okresie międzywojennym José Raúl Capablanca, Aleksandr Alechin i George Koltanowski. Pod koniec lat 20. wskutek powstania w okolicy licznych klubów szachowych Bristol & Clifton był na krawędzi upadku. W okresie II wojny światowej działalność klubu została znacząco ograniczona. Po wojnie klub uczestniczył w różnorodnych ligach, dwukrotnie grał w finale National Club Championships, wielokrotnie wygrywał pierwszą dywizję Bristol and District Chess League. Po pandemii COVID-19 klub znalazł się w kryzysie; liczba jego członków w okresie postpandemii wynosiła ośmiu. Położono wówczas nacisk na szkolenie juniorów, co zaowocowało zwiększeniem graczy w klubie.